# Chlaenius interruptus
Chlaenius interruptus är en skalbaggsart som beskrevs av Horn. Chlaenius interruptus ingår i släktet Chlaenius och familjen jordlöpare. Inga underarter finns listade i Catalogue of Life.